# 帕埃斯市 (米蘭達州)

帕埃斯市（西班牙語：Municipio Páez），是委內瑞拉的一個市，位於該國北部米蘭達州，首府設於里奧奇科，面積963平方公里，海拔高度100米，2001年人口30,812，人口密度每平方公里31.9人。